# Sohodol, Hunedoara
Sohodol este un sat în comuna Lelese din județul Hunedoara, Transilvania, România.

## Imagini

Sohodol pe Harta Iosefină a Transilvaniei, 1769-1773